# 約翰·馬爾基斯
約翰·馬爾基斯（英語：John Marquis；1992年5月16日—）是一位英格蘭足球運動員。在場上的位置是前鋒。他現在效力於英甲球隊布里斯托尔流浪者。

## 个人生活
马尔基斯先前在里奥·费迪南德的在线杂志5号兼职做模特。在唐卡斯特流浪者，他被认为是更衣室中活跃气氛的一把好手。